# جورج دوهرتي جونستون
جورج دوهرتي جونستون هو سياسي أمريكي، ولد في 30 مايو 1832 في هيلزبورو في الولايات المتحدة، وتوفي في 8 ديسمبر 1910 في توسكالوسا في الولايات المتحدة. انتخب عضو مجلس ولاية ألاباما ‏.